# Helicon (muziekinstrument)
Een helicon is een koperblaasinstrument uit de tubafamilie. Een helicon is nauw verwant aan de sousafoon maar heeft de beker niet naar voren staan en mist de zwanenhalsconstructie voor het mondstuk. De meeste instrumenten zijn gestemd in Bes, in mindere mate in Es of F. Evenals de sousafoon wordt het instrument op de schouder gedragen met het hoofd door de windingen van het instrument.
De rol van het instrument is grotendeels overgenomen door de sousafoon, maar het wordt nog veel gebruikt in Centraal- en Oost-Europa.